# Danijel Atar
Danijel Atar, též Danny Atar, hebrejsky דניאל עטר‎ (narozen 5. ledna 1958 Dvora), je izraelský politik; poslanec Knesetu za Sionistický tábor.

## Biografie
Je ženatý, má tři děti. Po dvacet let působil na postu starosty Oblastní rady Gilboa. Narodil se v mošavu Dvora. Sloužil v brigádě Golani jako velitel jednotky. Bojoval v první libanonské válce a z aktivní služby odešel v hodnosti podplukovníka.
Ve volbách v roce 2015 byl zvolen do Knesetu za Sionistický tábor (aliance Strany práce a centristické strany ha-Tnu'a).